# Лівчикова Марія
Марі́я Лі́вчикова (* 1995) — українська гімнастка.

## З життєпису
Народилася 1995 року в Горлівці. Почала займатися гімнастикою у 2002 році; вихованка ДЮСШ № 1. Її мати, Оксана Вікторівна, колишня фігуристка.
2010 На міжнародному турнірі зі спортивної гімнастики імені Лариси Латиніної в Обнінську, перемогла у вправах на колоді та зі стрибків, а також у вільних вправах..
В травні 2011 року зазнала травми на X Міжнародному турнірі зі спортивної гімнастики «Кубок Стели Захарової» в Києві.
2012 року на Кубку України фінішувала другою в багатоборстві. Виграла бронзову медаль у багатоборстві на Кубку Стелли Захарової.. Потім на Чемпіонаті Європи зробила свій внесок у кваліфікаційному раунді, Україна посіла десяте місце. На Гран-прі Брно виграла змагання змішаних пар із Максимом Сем'янківим.
2013 На WOGA Classic посіла друге місце в багатоборстві та третє на перекладині. Вона зазнала ще один розрив і не змогла брати участь у Чемпіонаті Європи. Хоча відновила тренування, проте не була готова до Чемпіонату світу і не брала участі в змаганнях.
Під час тренувань у серпні 2014 року втретє розірвала хрестоподібну зв'язку і перенесла ще одну операцію. Ця травма вивела її з участі в Чемпіонаті світу. В жовтні 2014 року оголосила про завершення кар'єри зі спортивної гімнастики через травми, які вона отримала протягом своєї кар'єри.